# Pablo Matéo
Pablo Matéo (Évry, 1º febbraio 2001) è un velocista francese.

## Biografia
Agli europei di Monaco di Baviera 2022 ha vinto l'argento nella staffetta 4×100 metri, corsa con Méba-Mickaël Zézé, Ryan Zézé e Jimmy Vicaut.

## Palmarès
| Anno | Manifestazione  | Sede      | Evento      | Risultato   | Prestazione | Note                                     |
| ---- | --------------- | --------- | ----------- | ----------- | ----------- | ---------------------------------------- |
| 2022 | Mondiali        | Eugene    | 4×100 m     | Finale      | dq          |                                          |
| 2022 | Europei         | Monaco    | 4×100 m     | Argento     | 37"94       | Miglior prestazione personale stagionale |
| 2023 | Europei U23     | Espoo     | 100 m piani | Bronzo      | 10"18       | w                                        |
| 2023 | Europei U23     | Espoo     | 4×100 m     | Argento     | 38"92       | Miglior prestazione personale stagionale |
| 2023 | Mondiali        | Budapest  | 4x100 m     | 6º          | 38"06       |                                          |
| 2024 | World Relays    | Nassau    | 4x100 m     | Bronzo      | 38"44       |                                          |
| 2024 | Europei         | Roma      | 100 m piani | 8º          | 10"22       |                                          |
| 2024 | Europei         | Roma      | 200 m piani | Finale      | dq          |                                          |
| 2024 | Giochi olimpici | Parigi    | 200 m piani | Ripescaggio | 20"57       |                                          |
| 2024 | Giochi olimpici | Parigi    | 4×100 m     | 6º          | 37"81       |                                          |
| 2025 | World Relays    | Guangzhou | 4x100 m     | Batteria    | 38"62       |                                          |